# Odontolakis tibialis
Odontolakis tibialis är en insektsart som beskrevs av Ludwig Redtenbacher 1891. Odontolakis tibialis ingår i släktet Odontolakis och familjen vårtbitare. Inga underarter finns listade i Catalogue of Life.